# Cidade 2000

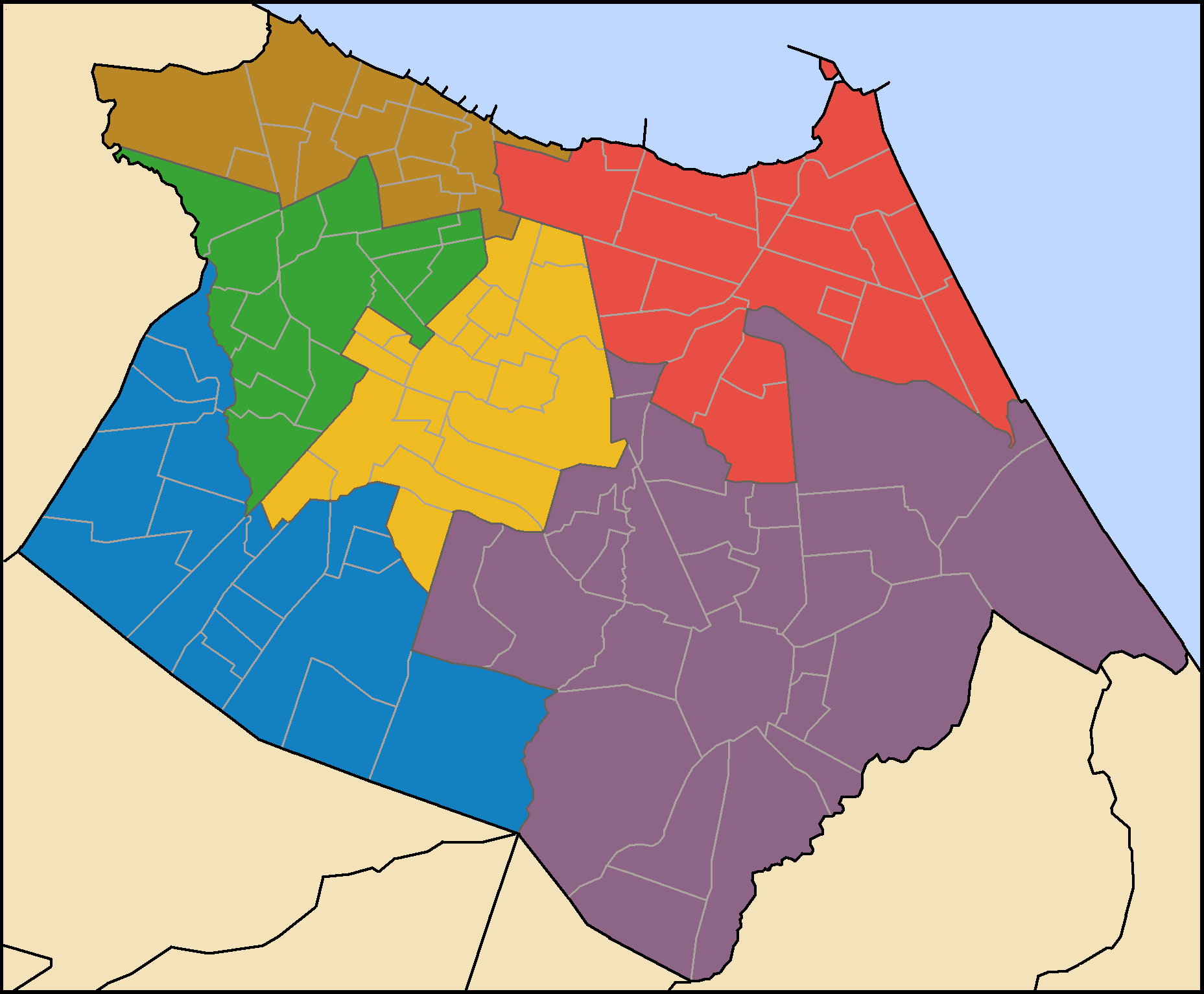
Localisation du SER II (en rouge):
SER I
SER II
SER III
SER IV
SER V
SER VI

Cidade 2000 est un quartier de la ville de Fortaleza, au Brésil. Il est situé dans le secrétariat exécutif régional (SER) II.